# 加蘭鎮區 (阿肯色州亨普斯特德縣)
加蘭鎮區（英語：Garland Township）是位於美國阿肯色州亨普斯特德縣的一個行政鎮區。

## 地方資料
加蘭鎮區的面積為76.29平方千米，當中陸地面積為76.03平方千米，而水域面積為0.26平方千米。根據2010年美國人口普查的數據，當地共有人口366人，而人口密度為每平方千米4.8人。